# 瓦克斯韦勒
瓦克斯韦勒是德国莱茵兰-普法尔茨州的一个市镇。总面积5.96平方公里，总人口1080人，其中男性536人，女性544人（2011年12月31日），人口密度181人/平方公里。